# Turanismo

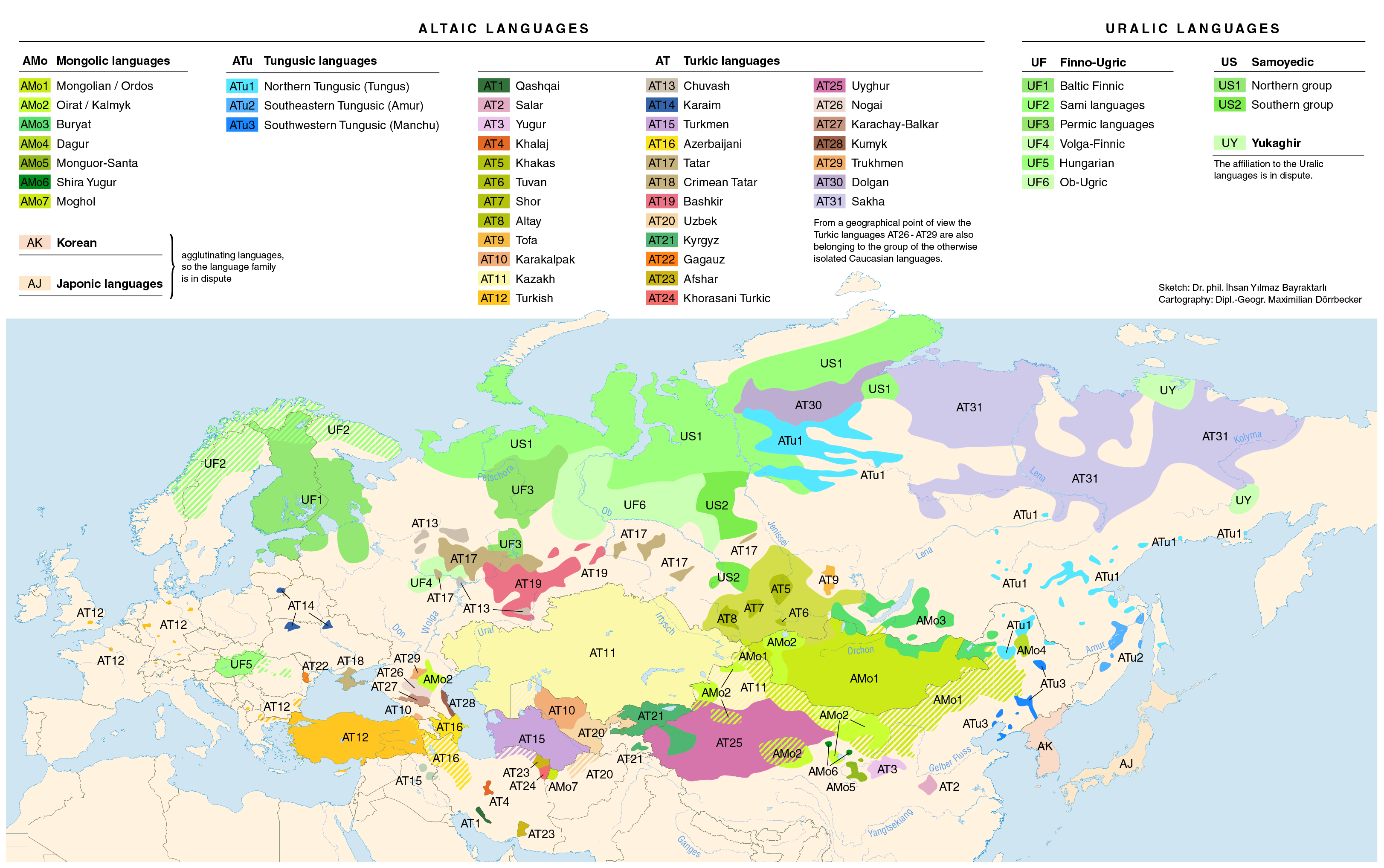
Mapa da Eurásia mostrando as regiões de língua "altaica" e urálica, que são unidas sob a teoria "turaniana".

O turanismo, também conhecido como panturanianismo ou panturanismo, é um movimento cultural e político nacionalista nascido no século XIX para combater os efeitos das ideologias pan-nacionalistas do pangermanismo e do paneslavismo. Essa corrente proclama a necessidade de uma estreita cooperação ou aliança entre os povos originários da Ásia Interior e Ásia Central. O termo em si se origina do nome de uma área geográfica, a depressão de Turã, em um contexto em que seu nome era amplamente usado, na literatura científica a partir do século XVIII, para denotar a Ásia Central.
O turanismo prega a união entre os povos europeus e asiáticos que compartilham um número importante de elementos culturais, linguísticos e étnicos, como finlandeses, japoneses, coreanos,  lapões, samoiedos, húngaros, turcos, mongóis, manchus e outros grupos étnicos menores, em busca de garantir e promover interesses comuns e combater as ameaças impostas pelas políticas das grandes potências. A idéia de uma "irmandade e colaboração turaniana" foi emprestada do conceito paneslavo de "irmandade e colaboração eslava".
Essa ideologia teve origem no trabalho do nacionalista e linguista finlandês Matthias Alexander Castrén, que defendia a unidade racial e a grandeza futura dos povos uralo-altaicos. Ele concluiu que os finlandeses eram originários da Ásia Central (mais especificamente nas montanhas Altai) e, longe de serem um pequeno povo isolado, faziam parte de uma comunidade maior que incluía povos como os magiares, turcos, e mongóis, dentre outros.  Ela implica não apenas a unidade de todos os povos turcos (como no panturquismo), mas também a aliança de uma família turaniana ou uralo-altaica mais ampla, que se acredita incluir todos os povos que falam "línguas turanianas".
Embora o turanismo tenha sido concebido como um movimento político para a união de todos os povos uralo-altaicos, existem opiniões dissonantes.  Na opinião do famoso turanista Ziya Gökalp, o turanismo concerne apenas os povos turcos, já que os outros povos turanianos (finlandeses, húngaros, mongóis e assim por diante) são culturalmente muito diferentes.

## Teorias pseudocientíficas
As teorias de parentesco turanistas baseavam-se no trabalho e nas teorias de estudiosos alemães, como Gottfried Wilhelm Leibniz, Philip Johan von Strahlenberg, Gerhard Friedrich Müller, Johann Friedrich Blumenbach, Immanuel Kant, Johann Eberhard Fischer, Rasmus Rask, August Schleicher, Max Müller, Johann Gottlieb Georgi e August Ludwig von Schlözer; e de franceses, como  Joseph de Guignes e Charles Levesque.
A partir do século XVIII esses homens desenvolveram uma história universal e uma teoria racial da humanidade, baseada em traços antropológicos e supostos parentescos linguísticos. Esse sistema, que ficou conhecido como racismo científico, exaltava uma hierarquia de povos, línguas e culturas, com os povos da Europa Ocidental e suas nações, línguas e culturas como o auge do desenvolvimento humano.
O turanismo nasceu em resposta a essas teorias e atitudes, como uma espécie de nacionalismo afirmativo dos oprimidos e desprezados. Os finlandeses e turcos da Rússia estiveram entre os primeiros a procurar alianças com seus supostos parentes segundo as teorias científicas da época.

## Algumas personalidades mais célebres
- Ali bey Huseynzade
- Ziya Gökalp
- Hüseyin Nihâl Atsız
- Zeki Velidi Togan
- Yusuf Akçura
- Ismail Gaspirali
- Nejdet Sançar
- Turar Ryskulov
- Matthias Alexander Castrén
- Abulfaz Elchibey
- Enver Paşa
- Ömer Seyfettin
- Mehmet Emin Yurdakul
- Munis Tekinalp
- Sadri Maksudi Arsal
- Rıza Nur
- Mirsäyet Soltanğäliev
- Hikmet Tanyu
- Dündar Taşer
- Alparslan Türkeş
- Ármin Vámbéry
- Alajos Paikert
- Torokul Dzhanuzakov
- Ethem Nejat